# Lingua javindo
Lo javindo, noto anche con il termine peggiorativo krontjong, era una lingua creola, nata dalla commistione di olandese e giavanese, parlata sull'isola indonesiana di Giava. 
Il termine javindo deriva dalla fusione delle parole Java e indo (quest'ultima è la parola con cui in olandese si designavano le persone di sangue misto, olandese e indonesiano).
Lo javindo si è estinto nel corso del XX secolo. Non va confuso con il petjo, altra lingua creola parlata in Indonesia.